# 白田壩
白田壩（英語：Pak Tin Pa），是香港荃灣的地名。白田壩村是荃灣一條雜姓的認可鄉村，今位於馬閃排路之上，設一村公所（1986年7月啟用）。

## 歷史
白田壩此地名在英文地圖中，最早出現於1904年，並在1955年前都拼寫為Pak Tin Pai，但只是一條小村。戰後香港人口大幅增加，該村漸漸擴展，但大致仍位於今中染新城、美港貨倉後近山一帶，主要由木屋搭建，部分為工廠村戶。其東即為荃錦公路（興建荃灣站西面路段後，由山上的荃錦公路再不能連接至今新領域廣場對出的一段馬路，今稱西樓角路，惟行人仍可使用橫跨車廠上方的行人天橋），而白田壩新村沒有移動，其西則為涌坑（今已填平，即荃景圍的馬路）。由於位於山腰及河邊，風災、雨災均會影響此村，有木屋倒塌、道路滿布泥濘等。
1957年，白田壩村農民代表以村內有工廠（太平搪瓷廠）設立，製造燒煉搪瓷粉的化學品，影響蔬菜生長，故向政府遞交請願信要求工廠搬遷。1963年，隨著衛星城市的規劃在荃灣推展，在興建福來邨後，屋宇建設委員會（房委會前身）原計劃興建一個佔地16英畝、屬新界最大的白田壩邨廉租屋，共有五千單位，預算建築費為4,570萬元，預計容納32,000人居住。後來計劃不了了之。
1970年，擁有逾千居民的白田壩村仍無自來水及井水供應，要到山間取水，故要求政府提供自來水公眾街喉。同年年底，政府終答允建道路（今美環街）及鋼筋混凝土的暗渠，改善白田壩村環境。1973年，又曾要求增建公廁。
1978年至79年，由於修建地鐵荃灣綫，收地工作開展，政府遂撥出馬閃排村以上的一幅土地作為白田壩村的新址。白田壩新村就稍向東移動，至荃錦公路近光板田村位置。1979年中，白田壩村民到目前位置視察，村民對報章表示大致滿意新址。1981年8月11日，新白田壩村舉行動工儀式，將興建44間新型三層屋宇，共耗資近1700萬元（每間約38萬元），料1982年10月落成。1982年5月，白田壩、光板田兩村成立福利會，並舉行首屆就職禮。

## 交通
值得留意的是，白田壩街（英語：Pak Tin Par Street）位於柴灣角，與今白田壩村無關，屬原木棉下村對面的一條內街，純粹是保留地名以作紀念，這在荃灣的發展是常見的（例子如馬頭壩）。以下是目前白田壩村的交通。